# جائزة فرنسا الكبرى 2018
جائزة فرنسا الكبرى 2018 هو سباق فورمولا 1 أقيم بتاريخ 24 يونيو 2018 في حلبة بول ريكارد، إقليم ألب كوت دازور، فرنسا. كان الثامن من أصل 21 في بطولة العالم لسباقات الفورمولا واحد موسم 2018. حلّ البريطاني لويس هاملتون أولا.